# São João das Duas Pontes
São João das Duas Pontes – miasto i gmina w Brazylii, w stanie São Paulo. Znajduje się w mezoregionie São José do Rio Preto i mikroregionie Fernandópolis.